# Xcanil Corona
La Xcanil Corona è una struttura geologica della superficie di Venere.